# Chondropetalum ebracteatum
Chondropetalum ebracteatum là một loài thực vật có hoa trong họ Restionaceae. Loài này được (Kunth) Pillans mô tả khoa học đầu tiên năm 1928.